# Безчекињаста удовичица
Безчекињаста удовичица (Scabiosa achaeta) била је ендемична биљна врста централне Србије, налажена у околини Чачка и Рашке. Открио ју је и први проучио Јосиф Панчић. Верује се да је ишчезла из читавог светског генофонда. Данас се холотип ове врсте може видети у Панчићевом хербаријуму Herbarium Pancicianum у Ботаничкој башти Јевремовац.